# L'uomo che fissa le capre
L'uomo che fissa le capre (The Men Who Stare at Goats) è un film del 2009 diretto da Grant Heslov.
Commedia nera satirica e di guerra, adattata da Peter Straughan con protagonisti George Clooney, Ewan McGregor, Jeff Bridges e Kevin Spacey. È stata prodotta dalla società di produzione di Clooney e Heslov, Smokehouse Pictures. 
Il film è una versione romanzata del libro di Jon Ronson del 2004 con lo stesso nome di un'indagine sui tentativi da parte delle forze armate statunitensi di utilizzare poteri psichici come arma - che, a sua volta, è un complementare alla miniserie britannica Crazy Rulers of the World.
Il film è stato presentato in anteprima alla 66ª Mostra internazionale d'arte cinematografica di Venezia l'8 settembre 2009 ed è uscito nelle sale negli Stati Uniti e nel Regno Unito il 6 novembre 2009. Il film ha ricevuto recensioni contrastanti da parte della critica.

## Trama
Bob Wilton, mediocre giornalista, la cui moglie l'ha tradito per il suo redattore capo, si reca in Medio Oriente per raccontare la seconda guerra del Golfo. Arrivato in Iraq, incontra Lyn Cassady in un albergo e scopre un reparto segreto dell'esercito statunitense, che si prefigge di utilizzare facoltà paranormali in campo bellico. Lyn, da oltre vent'anni membro del reparto, gli apre le porte verso una nuova realtà, facendogli scoprire il cosiddetto Esercito Nuova Terra, unità militare fondata nel 1983 che si prefigge di utilizzare poteri psichici per poter leggere i pensieri del nemico, passare attraverso solide mura e perfino uccidere una capra semplicemente fissandola. Quando il fondatore del reparto, Bill Django, sparisce, Cassady intraprende una missione per trovarlo e Bob si unisce a lui incuriosito dalle inverosimili storie.

## Distribuzione
Il film è stato presentato fuori concorso alla 66ª Mostra internazionale d'arte cinematografica di Venezia; una settimana dopo è stato presentato al Toronto International Film Festival. È stato distribuito nelle sale cinematografiche italiane a partire dal 6 novembre 2009.

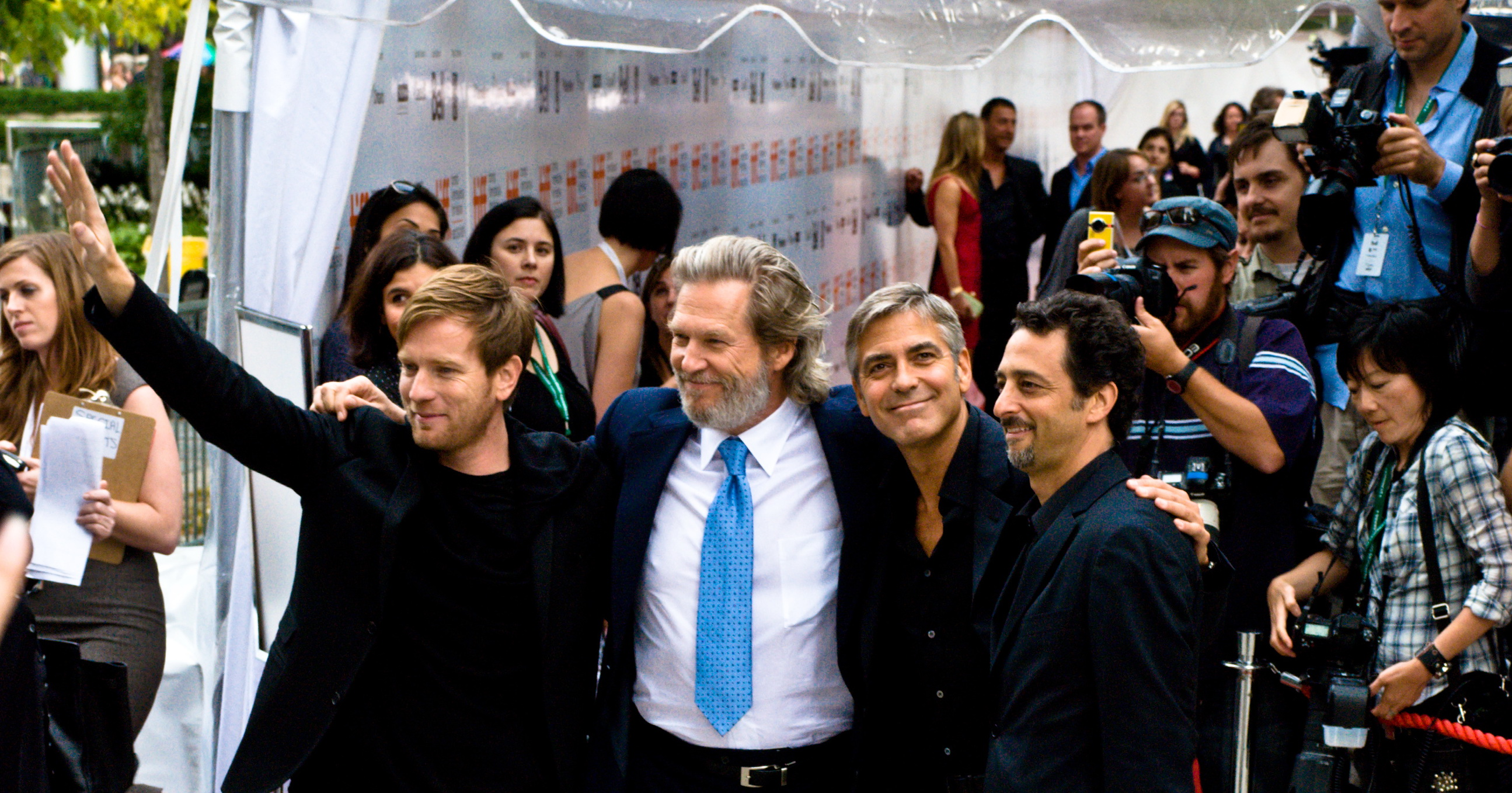
Ewan McGregor, Jeff Bridges, George Clooney, e il regista Grant Heslov in occasione dell'anteprima del film al Toronto International Film Festival 2009

## Accoglienza
Il film ha ricevuto recensioni tiepide da parte dei critici; Rotten Tomatoes riporta un punteggio di 52% di recensioni positive su un totale di 206 voti, con una media di 5,7 su 10.
Su Metacritic, che assegna un punteggio basato su recensioni di pubblico e critica, il film ha un punteggio di 54 su 100. Particolarmente apprezzata è stata la performance di Clooney, di cui l'Irish Times scrive: "Clooney splende in questa memorabile storia, basata su eventi reali [...] ancora una volta, regala un'interpretazione con un livello di eccentricità degno dei fratelli Coen. Le sue nevrosi, i suoi momenti più riflessivi; se impazzirete per questo personaggio, sarà per merito di Clooney, che qui è stato eccezionale."

## Riconoscimenti
- 2010 - Empire Awards
  - Candidatura Miglior commedia
- 2010 - Central Ohio Film Critics Association Awards
  - Attore dell'anno a George Clooney

## Riferimenti alla realtà
Il film contiene numerosi riferimenti alla realtà delle campagne militari condotte dagli Stati Uniti, soprattutto in Iraq. Ad esempio, gli iracheni detenuti nella misteriosa base nel deserto del film indossano abiti identici a quelli dei prigionieri detenuti dagli americani nella prigione di Abu Ghraib. Allo stesso modo le Psyops («operazioni psicologiche») di cui si parla nel film ed effettivamente condotte da tutti gli eserciti, riecheggiano le cosiddette blackops, «operazioni nere», portate avanti dall'esercito statunitense in alcune missioni di guerra.
Il personaggio di Bill Django è basato sulla figura del tenente colonnello Jim Channon, che negli anni settanta investigò per due anni sui movimenti esoterici new Age, e scrisse sulle sue esperienze un manuale per il First Earth Battalion. Lyn Cassady è ispirato a Glenn Wheaton e Lyn Buchanan, mentre la sua storia ricorda quella di Guy Savelli, l'uomo che sostenne di aver ucciso una capra osservandola ed ora gestisce una scuola di danza, come fa anche Lyn nel film.